# Herzogtum Sachsen-Hildburghausen

Sachsen-Hildburghausen (um 1680)

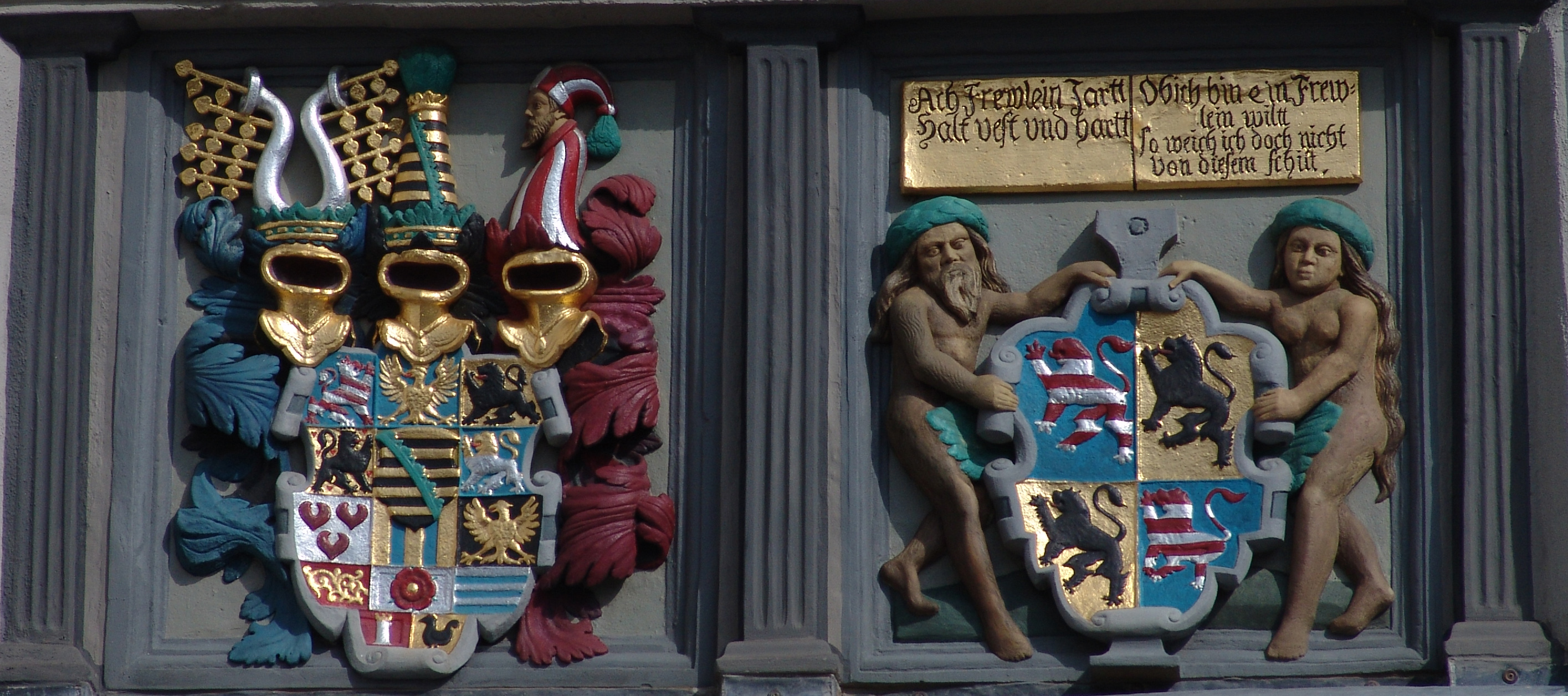
Wappentafel am Rathaus Hildburghausen. Links: Sachsen-Hildburghausen. Im oberen Teil die Landesherren Landgrafschaft Thüringen, Herzogtum Sachsen-Lauenburg, Markgrafschaft Meißen, Grafschaft Weimar-Orlamünde und Pleißen, im Herzschild Sachsen, darunter die wettinischen Besitzungen Kurfürstentum Sachsen-Wittenberg, Mark Landsberg und Pfalzgrafschaft Sachsen. Im unteren Teil ein Regalienschild, die Burggrafschaft Altenburg und die Herrschaft Eisenberg, darunter die vergangenen Herrschaften Wildberg und die Grafschaft Henneberg. Rechts: Stadt Hildburghausen.

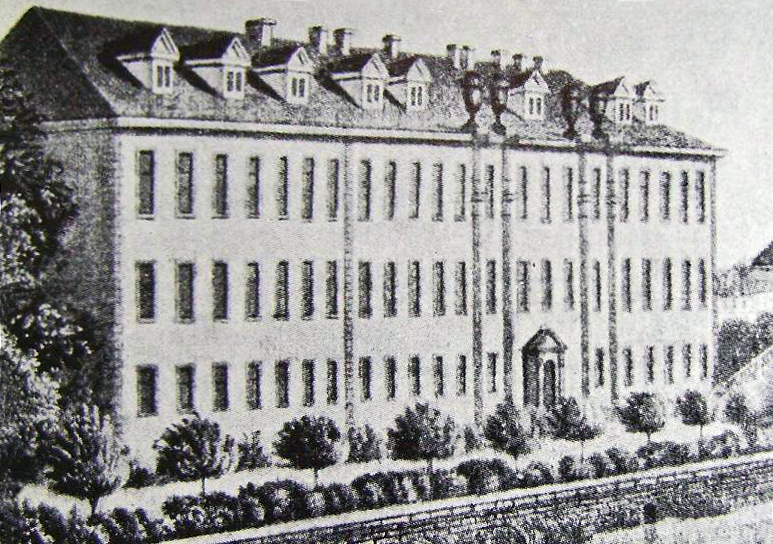
Schloss Hildburghausen (ca. 1800)

Sachsen-Hildburghausen  war ein ernestinisches Herzogtum im Süden des heutigen Freistaats Thüringen. Es bestand von 1680 bis 1826 und wurde vom Haus Sachsen-Hildburghausen, dem nachmaligen Haus Sachsen-Altenburg, regiert.

## Geschichte
Durch den Erbteilungsvertrag 1680 unter den sieben Söhnen Herzog Ernsts I. von Sachsen-Gotha entstand unter anderen das Fürstentum Sachsen-Hildburghausen, das der zweitjüngste Sohn Ernst zugesprochen bekam.
Die volle Souveränität von Gotha wurde 1702 eingeräumt, als das Fürstentum die Landeshoheit erhielt.
Zum Fürstentum gehörten Amt und Stadt Hildburghausen, Amt und Stadt Heldburg, Amt und Stadt Eisfeld, das Amt Veilsdorf und das halbe Amt Schalkau. 1683 kam das Amt Königsberg, 1705 das Amt Sonnefeld hinzu. Außerdem erhielt das Fürstentum nach Beendigung der Erbschaftsstreitigkeiten 1714 im Tausch gegen Schalkau Teile von Sachsen-Römhild, die Kellerei Behrungen, die Echterschen Lehen und Milz. In Folge des „Schalkauer Tauschvertrages“ erhielt das Fürstentum im Jahre 1723 vom Herzogtum Sachsen-Meiningen aus dem Amt Meiningen dessen Exklave Queienfeld und aus dem Amt Maßfeld die Orte Rentwertshausen, Berkach und Schwickershausen (Meiningischer Anteil), welche seitdem mit Behrungen das Amt Behrungen bildeten.
1684 wurde Hildburghausen Residenzstadt und entsprechend bebaut. Jedoch zerrütteten der aufwendige Hofstaat und die Bauten der Fürsten die Finanzen des Fürstentums so stark, dass ab 1769 eine Zwangsschuldenverwaltung durch eine kaiserliche Debitkommission eingerichtet wurde, zu deren Direktorin die Regentin Charlotte Amalie von Sachsen-Meiningen bestellt wurde.
Mit der Auflösung des alten Reiches im Jahre 1806 erhielt auch Sachsen-Hildburghausen volle Souveränität als Herzogtum Sachsen-Hildburghausen, das 1806 dem Rheinbund und 1815 dem Deutschen Bund beitrat. Als eines der ersten deutschen Länder erhielt es 1818 eine Landständische Verfassung.
Das Aussterben der Linie Sachsen-Gotha-Altenburg im Jahre 1826 erforderte eine Neuordnung der ernestinischen Herzogtümer, Sachsen-Hildburghausen fiel bis auf die Ämter Königsberg und Sonnefeld, die Sachsen-Coburg und Gotha zugeschlagen werden, an Sachsen-Meiningen. Herzog Friedrich von Sachsen-Hildburghausen übernahm im Gegenzug das Herzogtum Sachsen-Altenburg.

## Fürsten und Herzöge
- 1680–1715 Ernst (1655–1715)
- 1715–1724 Ernst Friedrich I. (1681–1724)
- 1724–1745 Ernst Friedrich II. (1707–1745), von 1724 bis 1728 unter Vormundschaft seiner Mutter Sophia Albertine von Erbach
- 1745–1780 Ernst Friedrich III. Carl (1727–1780), von 1745 bis 1748 unter Vormundschaft seiner Mutter Caroline von Erbach-Fürstenau
- 1780–1826 Friedrich (1763–1834), seit 1826 Herzog von Sachsen-Altenburg; von 1780 bis 1787 unter Vormundschaft seines Urgroßonkels Joseph Friedrich

## Sonstige Personen

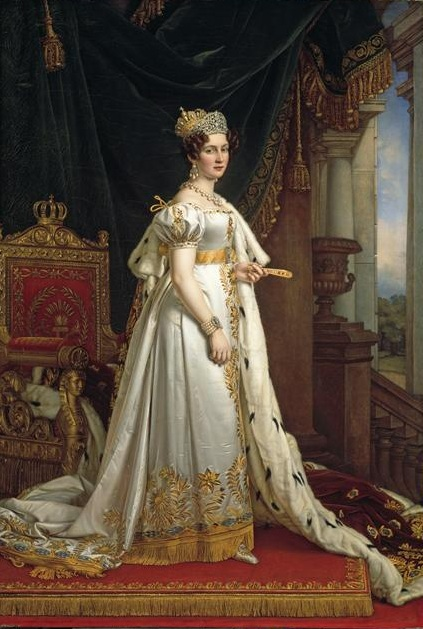
Therese von Sachsen-Hildburghausen (1792–1854), Königin von Bayern, 1825

Jagdschloss Seidingstadt

- Sophia Henriette von Waldeck (1662–1702), Herzogin von Sachsen-Hildburghausen
- Eugen von Sachsen-Hildburghausen (1730–1795), Prinz von Sachsen-Hildburghausen
- Ludwig Friedrich von Sachsen-Hildburghausen (1710–1759), Prinz von Sachsen-Hildburghausen
- Joseph Friedrich von Sachsen-Hildburghausen (1702–1787), Prinz von Sachsen-Hildburghausen
- Christiane Sophie Charlotte von Brandenburg-Kulmbach (1733–1757), Herzogin von Sachsen-Hildburghausen
- Ernestine Auguste Sophie von Sachsen-Weimar-Eisenach (1740–1786), Herzogin von Sachsen-Hildburghausen
- Charlotte Georgine Luise von Mecklenburg-Strelitz (1769–1818), Herzogin von Sachsen-Hildburghausen
- Charlotte von Sachsen-Hildburghausen (1787–1847), durch Heirat Prinzessin von Württemberg, seitdem „Prinzessin Paul von Württemberg“ genannt
- Therese von Sachsen-Hildburghausen (1792–1854), durch Heirat Königin von Bayern (Namensgeberin der Theresienwiese in München)
- Luise von Sachsen-Hildburghausen (1794–1825), durch Heirat Herzogin von Nassau